# Campionato italiano indoor maschile di pallanuoto 1966
Il campionato italiano indoor 1966 è stata la 12ª edizione del campionato italiano indoor maschile di pallanuoto. Il torneo fu disputato da quattordici squadre raggruppate inizialmente in tre gironi. Le prime due classificate di ogni girone si affrontarono in un girone finale disputato a Genova dal 23 al 25 aprile 1966.

## Finali

### Classifica
|  |    | Finali 1966       | Pt | G | V | N | P | GF | GS | DR  |
|  | -- | ----------------- | -- | - | - | - | - | -- | -- | --- |
|  | 1. | Pro Recco         | 10 | 5 | 5 | 0 | 0 | 34 | 7  | +27 |
|  | 2. | Lazio             | 7  | 5 | 3 | 1 | 1 | 13 | 15 | -2  |
|  | 3. | Nervi             | 6  | 5 | 2 | 2 | 1 | 15 | 12 | +3  |
|  | 4. | Napoli            | 4  | 5 | 1 | 2 | 2 | 17 | 17 | 0   |
|  | 5. | Canottieri Napoli | 3  | 5 | 1 | 1 | 3 | 12 | 17 | -5  |
|  | 6. | Triestina         | 0  | 5 | 0 | 0 | 5 | 11 | 34 | -23 |

## Verdetti
- Pro Recco Campione indoor d'Italia 1966